# آوی نیمنی
آوی نیمنی (به انگلیسی: Avi Nimni) هافبک اهل اسرائیل است که از سال ۱۹۹۲ تا ۲۰۰۵ میلادی عضو تیم ملی فوتبال اسرائیل بوده و در ۸۰ بازی ملی حضور داشته است. آوی نیمنی توانسته در بازی‌های ملی، ۱۷ گل به ثمر برساند.